# 八家子街道
八家子街道，是中华人民共和国辽宁省鞍山市铁西区下辖的一个乡镇级行政单位。2019年12月，撤销启明街道和兴盛街道，下辖的7个社区成建制划入八家子街道。

## 行政区划
八家子街道下辖以下地区：
东民生社区、国槐社区、裕华社区和银行社区。